# 馬克普洛斯檔案
《馬克普洛斯檔案》（捷克語：Věc Makropulos）是萊奧什·楊納傑克的一齣三幕歌劇作品。1923年，楊納傑克完成了《狡猾的小狐狸》的歌劇後，在布拉格觀賞了卡雷尔·恰佩克的《馬克普洛斯檔案》劇作，楊納傑克的劇作的內容十分有興趣，因此尋求恰佩克的許可，恰佩克原先對故事改編成歌聲感到懷疑，但最終答允了楊納傑克的要求。歌劇在1926年12月18日在捷克布爾諾國家歌劇院作世界首演，指揮為František Neumann。